# Walls (álbum de Louis Tomlinson)
Walls é o primeiro álbum de estúdio do cantor britânico Louis Tomlinson, lançado em 31 de janeiro de 2020. O álbum foi precedido por quatro singles, os singles "Two of Us", "Kill My Mind", "We Made It", "Don't Let It Break Your Heart" e "Walls". O álbum recebeu críticas mistas, mas obteve sucesso comercial, vendendo 35.000 cópias após seu lançamento e estreando no número nove na Billboard 200 dos EUA.

## Antecedentes
Em 23 de outubro de 2019, Tomlinson anunciou o álbum em um vídeo postado nas mídias sociais, dizendo que estava "realmente aliviado por finalmente voltar" e agradeceu aos fãs por sua paciência. O álbum irá conter um total de doze canções. Nesse mesmo dia, foi habilitado para pré-salve de plataformas digitais, vinil disco, cassete, CD.

## Análise da crítica
| Críticas profissionais | Críticas profissionais |
| Pontuações agregadas   | Pontuações agregadas   |
| Fonte                  | Avaliação              |
| ---------------------- | ---------------------- |
| Metacritic             | 54/100                 |
| Avaliações da crítica  |                        |
| Fonte                  | Avaliação              |
| NME                    | [ 13 ]                 |
| The Independent        | [ 14 ]                 |
| Rolling Stone          | [ 15 ]                 |
| AllMusic               | [ 16 ]                 |
| Evening Standard       | [ 17 ]                 |

Walls foi recebido com críticas mistas. No Metacritic, que atribui uma classificação normalizada de 100 a críticas de críticos profissionais, o álbum tem uma pontuação média de 54 em 100, com base em cinco críticas, indicando "críticas mistas ou médias".

## Lista de faixas
Lista de faixas adaptadas do Apple Music e Amazon.
| N.º            | Título                          | Compositor(es)                                                           | Produtor(es)                                                 | Duração   |  |
| 1.             | "Kill My Mind"                  | Jamie Hartman Sean Douglas Louis Tomlinson                               | Jamie Hartman                                                | 3:40      |  |
| 2.             | "Don't Let It Break Your Heart" | L. Tomlinson Stuart Crichton Cole Citrenbaum James Newman Stephen Wrabel | S. Crichton                                                  | 3:24      |  |
| 3.             | "Two of Us"                     | L. Tomlinson Bryn Christopher Andrew Jackson Duck Blackwell              | Dan Priddy Mark Crew                                         | 3:37      |  |
| 4.             | "We Made It"                    | L. Tomlinson Levi Lennox Julian Bunetta John Ryan II Amish Patel         | Julian Bunetta ADP John Ryan Levi Lennox Dan Grech-Marguerat | 3:21      |  |
| 5.             | "Too Young"                     | L. Tomlinson Jim Lavigne Danny Majic John Mitchell Justin Franks         | Frank E Danny Majic                                          | 3:49      |  |
| 6.             | "Walls"                         | L. Tomlinson J. Hartman Noel Gallagher Dave Gibson Jacob Manson          | J. Hartman                                                   | 3:50      |  |
| 7.             | "Habit"                         | L. Tomlinson Iain James Wayne Hector Steve Robson                        | S. Robson                                                    | 3:04      |  |
| 8.             | "Always You"                    | L. Tomlinson Matthew Burns Jason Reeves Ali Tamposi Andrew Watt          | A. Watt BURNS                                                | 3:08      |  |
| 9.             | "Fearless"                      | L. Tomlinson Hartman Ed Drewett Yei Gonzalez                             | Y. Gonzalez                                                  | 3:05      |  |
| 10.            | "Perfect Now"                   | L. Tomlinson Hector Jamie Scott Johan Carlsson                           | J. Scott J. Carlsson                                         | 3:07      |  |
| 11.            | "Defenceless"                   | L. Tomlinson S. Douglas Joe Janiak                                       | 3:44                                                         | J. Janiak |  |
| 12.            | "Only The Brave"                | L. Tomlinson A. Jackson Blackwell                                        | A. Jackson Blackwel                                          | 1:44      |  |
| Duração total: | Duração total:                  | Duração total:                                                           | Duração total:                                               | 39:33     |  |

| faixa bônus da edição japonesa |                                 |                                                                                               |                             |         |  |
| N.º                            | Título                          | Compositor(es)                                                                                | Produtor(es)                | Duração |  |
| 13.                            | "Just Hold On" (com Steve Aoki) | L. Tomlinson Steve Aoki Eric Rosse Sasha Sloan Nolan Lambroza                                 | S. Aoki Sir Nolan Jay Pryor | 3:18    |  |
| 14.                            | "Miss You"                      | L. Tomlinson Richard Boardman J. Bunetta Asia Whiteacre Andrew Haas Ian Franzino Pablo Bowman | J. Bunetta Afterhrs         | 3:12    |  |
| Duração total:                 | Duração total:                  | Duração total:                                                                                | Duração total:              | 45:54   |  |

## Desempenho comercial
Walls estreou no número nove na Billboard 200 dos EUA com 39.000 unidades equivalentes a álbuns, tornando-o o primeiro novo álbum da Arista Records em quase nove anos a chegar ao top 10 da parada. No lançamento, o álbum vendeu 35.000 unidades. O álbum também alcançou o número um no México, Escócia, Portugal e Singapura.

### Posições
Tabelas semanais
| Tabela musical (2020)               | Melhor Posição |
| ----------------------------------- | -------------- |
| Alemanha (GfK Entertainment Charts) | 21             |
| Austrália (ARIA Charts)             | 6              |
| Áustria (Ö3 Austria)                | 9              |
| Bélgica (Ultratop de Valônia)       | 27             |
| Bélgica (Ultratop de Flandres)      | 10             |
| Canadá (Billboard Canadian Albums)  | 9              |
| Chéquia (ČNS IFPI)                  | 35             |
| Escócia (Scottish Albums Chart)     | 1              |
| Espanha (PROMUSICAE)                | 4              |
| Estados Unidos (Billboard 200)      | 9              |
| Estónia (Eesti Ekspress)            | 24             |
| Finlândia (IFPI)                    | 30             |
| França (SNEP)                       | 48             |
| Hungria (MAHASZ)                    | 30             |
| Irlanda (IRMA)                      | 15             |
| Itália (FIMI)                       | 12             |
| Japão (Oricon)                      | 46             |
| México (AMPROFON)                   | 1              |
| Nova Zelândia (RMNZ)                | 27             |
| Países Baixos (MegaCharts)          | 22             |
| Polónia (ZPAV)                      | 9              |
| Portugal (AFP)                      | 1              |
| Reino Unido (UK Albums Chart)       | 4              |
| Suécia (Sverigetopplistan)          | 38             |
| Suíça (Schweizer Hitparade)         | 12             |